# محمد رياض إبراهيم
محمد رياض إبراهيم هو لاعب تايكوندو ولاعب كرة قدم مصري، ولد في 26 أكتوبر 1955 في القاهرة في مصر.